# شارلوته فون أليفيلت
     لشخصية أخرى تحمل اسم شارلوته فون، طالع شارلوته فون (توضيح).

شارلوته إليزابيت لويزه فيلهلمينه فون أليفيلت (بالألمانية: Charlotte Elisabeth Luise Wilhelmine  von Ahlefeld) (ولدت في أوتمانسهاوزن القريبة من فايمار في ديسمبر 1777- ماتت في تيبليتس في يوليو 1849) هي أديبة وكاتبة روائية ألمانية.

## حياتها
صدرت الرواية الأولى لشارلوته فون أليفيلت في عام 1797, بعنوان «الحب والفراق» Liebe und Trennung. وقد نشرت هذه الرواية تحت اسم مستعار هو «إليزا زيلبيش» Elisa Selbig. وكانت تنشر أيضا تحت أسماء مستعارة أخرى منها، شارلوته إليزا زيلبيش، وناتاليا وإرنيشتينه. وكانت أيضا تنشر بعض أعمالها دون توقيع.
وفي عام 1798 تزوجت من رودولف فون أليفيلت، الذي كان ثريا من شليسفيش هولشتاين، وأنجبت منه ابنين هما فريتس وإريش، وأقامت العائلة في ساكستورف القريبة من إيكرنفورده، وفي تلك الفترة نشرت روايتها الثانية في عام 1799, وكان عنوانها «ماريا ميللر» Maria Müller, التي حققت نجاحا كبيرا وظلت تطبع لعدة سنوات.
وبعد علاقة حب مع النحات كريستيان فريدريش تيك (وهو أخو الأديب لودفيج تيك), انفصلت عن زوجها في عام 1807, وأقامت في شليسفيش، وعملت كاتبة حرة.
وفي خريف 1821 استقرت شارلوته فون أليفيلت في فايمار، وكانت على صلة بجوته وصديقته شارلوته فون شتاين. وقد نشأت صداقة حميمة بينها وبين صوفيا ميرو Sophie Mereau.
وكانت أخر أعمالها في عام 1832, وهي رواية Der Stab der Pflicht. وحتى نهاية كانت تعيش في عزلة، ولكنها كانت تتراسل مع ناشريها وأصدقائها.
وقد توفيت شارلوته فون أليفيلت في تيبليتس في 27 يوليو 1849, عن عمر يناهز الأربعة والخمسين عاما.

## أعمالها
1. الحب والفراق 1797
2. ماريا ميللر 1799
3. أبناء الزوج
4. ألتونا 1810
5. فرانتسيسكا وإنيلي 1813
6. إرنا 1819

## مواقع خارجية
- Gedichte bei "deutsche-liebeslyrik.de"
- Charlotte von Ahlefeld im Projekt Historischer Roman
- http://www.ebook-bibliothek.org/?page=art&artid=277